# Dizzee Rascal
Dizzee Rascal, nom de scène de Dylan Kwabena Mills, né le 18 septembre 1984, est un rappeur, auteur, interprète et producteur britannique originaire du district de Bow dans l'est de Londres.
Instigateur d'un nouveau genre musical émergeant depuis quelques années de la banlieue sud et est de Londres appelé grime (« raclure » en anglais), il est connu pour faire preuve d'invention dans la composition musicale.

## Biographie

### Jeunesse
Dylan Mills naît et grandit à Bow dans l'East End de Londres. Son père d'origine nigériane meurt quand Rascal est très jeune. Sa mère d'origine ghanéenne l'élève seule. Il reconnaît avoir été un enfant très turbulent. Il a notamment été renvoyé de quatre écoles différentes et a commis de nombreux délits, comme des vols de voiture ou des détroussements de livreurs de pizza.

### Carrière

#### Début de carrière
Il commence la musique à l'école avec l'aide d'un professeur compréhensif et à l'écoute. Très vite, ce dernier décèle chez Dylan Mills un talent inné pour la musique. À ce moment-là, sa mère lui achète ses premières platines. Un de ses amis d'enfance est le footballeur international nigérian Danny Shittu .
Dès 2000, il commence à faire des mix sur des radios pirates. À cette époque, il auto-produit son premier single I Luv U . Il fait ses armes dans les raves de Londres dès 1999 et y côtoie Lethal Bizzle (en). Il rencontre Wiley, qui l'accompagne sur le titre 2 Far sur son premier album en 2002, puis forment ensemble le groupe Roll Deep (en). Le groupe signe alors avec le label XL Recordings, avec lequel Dizzee Rascal signe également un contrat comme artiste solo. Fin 2002, une bagarre éclate entre Mills et le rappeur Crazy Titch (en). Il s'ensuit une grande rivalité qui se termine avec l'incarcération de Titch pour meurtre en 2005.
En juin 2003, Dizzee Rascal réenregistre son premier single I Luv U pour le sortir à l'échelle nationale.

#### Début du succès avecBoy in da Corner
Le premier album solo de Dizzee, Boy in da Corner, sort en août 2003. Il entre dans top 40 britannique, où il atteint la 23e place. Il continue en même temps à se produire aux côtés de son groupe Roll Deep (en). Au cours d'une de ses tournées communes, il est poignardé à six reprises à Ayia Napa, sur l'île de Chypre. D'après certains journaux, la rixe serait partie d'une querelle à propos de la chanteuse 
Lisa Maffia (en), après que Dizzee Rascal lui ait touché les fesses. Après cet incident, Mills prend ses distances avec le groupe Roll Deep car, selon la rumeur, il reprocherait à Wiley de ne pas l'avoir défendu lors de l'incident.
L'album connaît un grand succès et est choisi parmi les 50 meilleurs albums de l'année par le magazine Rolling Stone. Son troisième et dernier single, Jus' a Rascal, se classe dans le top 30 des singles britanniques. Le single est présent sur la bande originale du film Kidulthood.
Son second album, titré Show Time, sort en septembre 2004. L'album atteint alors la huitième place des charts anglais.
Au cours de l'année 2005, il signe un contrat publicitaire avec la marque Ecko et dessine même sa propre chaussure Nike.
En 2007 sort son troisième album Maths + English. L'album sort également aux États-Unis. Le premier single est Sirens. L'album contient un morceau avec les deux rappeurs du Texas, Bun B et Pimp C du groupe UGK.

### Vie privée
De 2004 à 2006, il est en couple avec la mannequin Kaya Bousquet.

## Affaires judiciaires
En mars 2005, Dizzee Rascal a été arrêté pour port d'arme présumé de la section cinq après une fouille lors d'un contrôle routier dans l'est de Londres ; il a été découvert en possession de gaz poivré. Le conducteur de la voiture a également été arrêté après avoir été trouvé en possession de gaz poivré, d'une matraque ASP et de cannabis.
En décembre 2008, il a été arrêté et détenu, soupçonné de port d'arme après avoir prétendument approché un automobiliste avec une batte de baseball lors d'un incident de rage au volant à Sevenoaks Way dans la circonscription d'Orpington.
Le 7 mars 2022, Dizzee Rascal a été reconnu coupable d'avoir agressé son ancienne partenaire Cassandra Jones avec qui il a une fille et un fils dans une propriété de Streatham le 8 juin 2021, après une « dispute chaotique ». En quittant le tribunal, il a arraché un appareil photo des mains d'un photographe de la Press Association et l'a jeté de l'autre côté de la rue. Il a reçu une ordonnance de surveillance communautaire, comprenant un couvre-feu de 24 semaines, ainsi qu'une ordonnance restrictive lui interdisant tout contact avec Cassandra Jones pendant 12 mois. L'appel de sa condamnation a été rejeté en janvier 2023.

## Discographie

### Singles
- I Luv U (2003)
- Fix Up, Look Sharp (2003)
- Lucky Star (Feat. Basement Jaxx) (2003)
- Stand Up Tall (2004)
- Dream (2004)
- Off 2 Work / Graftin' (2004)
- Sirens (2007)
- Industry (2007)
- Flex (2007)
- Dance Wiv Me (Feat. Calvin Harris & Chromeo) (2008)
- Bonkers (Feat. Armand Van Helden) (2009)
- Holiday (Feat. Chromeo & Calvin Harris) (2009)
- Dirtee Cash (2009)
- Loca (Feat. Shakira) (2010)
- Scream (Feat. Pepper) (2012)
- Goin' Crazy (Feat. Robbie Williams) (2013)
- Bassline Junkie (2013)
- Something Really Bad (Feat. will.i.am) (2013)
- Love This Town (Feat. Teddy Sky) (2013)
- Still Sittin' Here (Feat. Fekky) (2014)
- Hype (Feat. Calvin Harris) (2016)
- Space (2017)
- Money Right (Feat. Skepta) (2018)

### Collaborations
- 2007 :  Brianstorm d'Arctic Monkeys.
- 2017 : Zone (La fête est finie) d'Orelsan avec Nekfeu.

Dizzee Rascal assure la première partie de la tournée d'été de Muse le 22 mai 2013 à Coventry, le 25 et 26 mai à l'Emirates Stadium de Londres puis le 1er juin à l'Etihad Stadium à Manchester, ainsi qu'au Stade de France à Saint-Denis pour le concert du 22 juin.[réf. nécessaire]